# Palacio Ziino
El Palacio Ziino es un palacio histórico ubicado en Palermo, usado como museo y mediateca. Una parte del palacio es ocupada por la Galería de Arte Moderno de Palermo.

## Historia
El edificio fue construido por voluntad del abogado Ottavio Ziino, gracias a la ayuda económica de Vincenzo Florio jr. Fue diseñado por el hermano del abogado, el arquitecto Nunzio Ziino. El edificio fue inaugurado el 4 de marzo de 1895 y fue propiedad de la familia Ziino durante muchos años hasta 1960 cuando fue vendido a un organismo estatal. Finalmente en 1985, por el centenario de la construcción del edificio, fue comprado por el municipalidad de Palermo. Al momento de la compra, la propiedad se encontraba en mal estado y además requería muchas intervenciones estructurales. Durante las restauraciones se modificó el interior para hacerlo apto para exposiciones.
El estilo arquitectónico del palacio es neoclásico típico de la arquitectura urbana contemporánea de Palermo (al igual que el Teatro Massimo y Teatro Politeama). En la planta baja hay un amplio camino de entrada y cuartos de servicio, en el piso principal se encuentran los cuartos representativos, mientras que en los pisos superiores se encuentran los dormitorios y cuartos de servicio. En la fachada, que da a la via Dante, hay cuatro columnas estriadas de estilo corintio que conectan la planta baja con el primer piso.
En el interior del palacio había valiosos ornamentos, pero casi todas se han perdido. Entre ellos están las cortinas decoradas por Ernesto Basile retiradas por los antiguos propietarios, los umbrales de las puertas del pintor Rocco Lentini robados en un período indeterminado, los papeles pintados decorados por el pintor Giuseppe Enea, sustituidos, la bóveda de un salón decorado por el pintor Ernesto Padovano, las chimeneas diseñadas por el arquitecto Giuseppe Damiani Almeyda.

## La gipsoteca
Una gipsoteca está ubicada en la planta principal del edificio y tiene alrededor de setenta esculturas de yeso de la Galería Cívica de Arte Moderno, en su mayoría realizadas por escultores sicilianos como Benedetto Civiletti, Domenico Costantino, Nino Geraci, Mario Rutelli, Antonio Ugo y Ettore Ximenes. La galería de yeso está abierta para iniciativas especiales, como la Vie dei Tesori.